# Haltepunkt Warszawa Ochota

Warszawa Ochota ist eine Eisenbahn-Haltepunkt an der Grenze der Warschauer Stadtbezirke Ochota und Wola. Die Station liegt entlang der Aleje Jerozolimskie und grenzt an den Straßenverkehrskreisel Plac Artura Zawiszy. Sie ist Teil der in der Zwischenkriegszeit gebauten Eisenbahnstrecke Linia Średnicowa, die die ursprünglichen Kopfbahnhöfe im Westen und Osten der Weichsel verband. Warszawa Ochota wurde allerdings erst nach dem Zweiten Weltkrieg in die Trasse eingefügt. Diese Trasse wird hier in einem offenen Einschnitt unterhalb des Straßenniveaus geführt. Knapp 200 Meter nach dem ostwärtigen Bahnsteigende beginnt die Deckelung des Trassentrogs, hier beginnt der Tunel Średnicowy, der die Trasse unter der Warschauer Innenstadt entlangführt. Warszawa Ochota liegt zwischen den Bahnhöfen Warszawa Śródmieście im Osten und Warszawa Zachodnia im Westen.
Auf der gegenüberliegenden Seite der vom Plac Zawiszy abzweigenden Ulica Towarowa befinden sich das Gebäude und die Gleisanlagen der ehemaligen Bahnhofs Warszawa Główna mit dem dort untergebrachten Warschauer Eisenbahnmuseum. Eine Verlängerung des Bahnsteiges von Warszawa Ochota ist im Gespräch, um den ehemaligen Bahnhof von dort erschließen zu können.

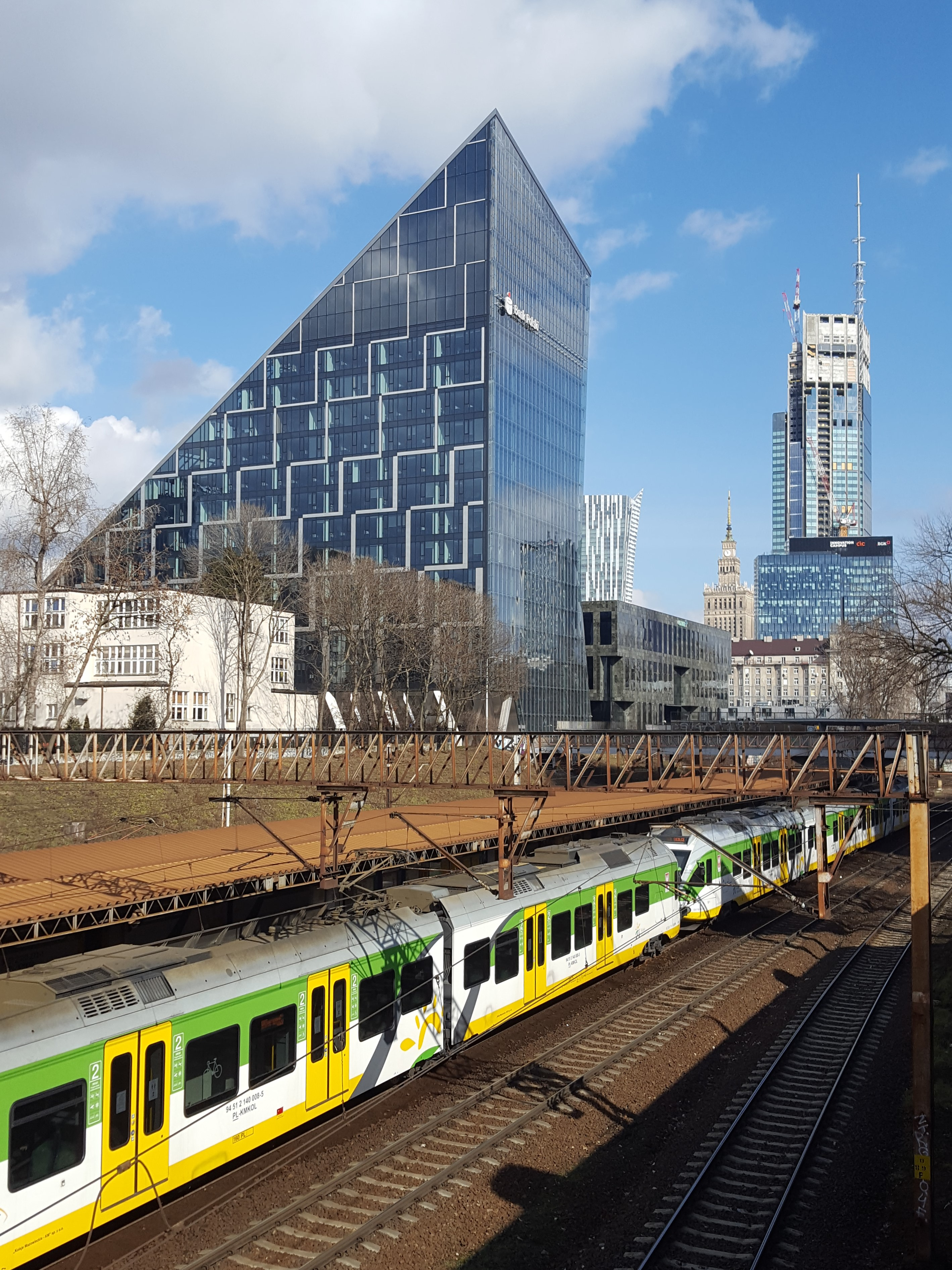
Ein Zug der Koleje Mazowieckie am Bahnsteig, März 2021

Die Station verfügt über zwei Bahnsteige. Die zwei Gleise am Bahnsteig 1 werden von den Nahverkehrsbahnunternehmen Szybka Kolej Miejska und Koleje Mazowieckie genutzt. Bahnsteig 2 dient den Passagieren der Regionalbahnlinie Warszawska Kolej Dojazdowa (WKD). Das Stationsgebäude und Bahnsteig 1 wurden am 29. September 1963 eröffnet, Bahnsteig 2 folgte am 8. Dezember 1963. In den Jahren 2007 bis 2009 wurde die Anlage restauriert und 2012 in das städtische Denkmalregister eingetragen.

## Architektur
Der Entwurf zur Bahnstation stammt von den Architekten Arseniusz Romanowicz und Piotr Szymaniak. Die Konstruktion stammt von Włodzimierz Brzozowski und Mieczysław Gołąb. Die außergewöhnliche Architektur des auf Straßenniveau liegenden Bahnsteigzugangs bildet ein Pendant zu den Zugangsgebäuden des am anderen Ende des Tunnels liegenden Haltepunktes Warszawa Powiśle.
Zwei Fußgängerbrücken überqueren die Gleise und die Bahnsteige und verbinden die höhergelegene Aleje Jerozolimskie mit der tiefer liegenden Ulica Platynowa hinter einem hier an der Bahnstrecke liegenden Schulgelände (XL Liceum Ogólnokształcące z Oddziałami Dwujęzycznymi im. Stefana Żeromskiego). Von den beiden Brücken führen Treppen zu den darunter liegenden Bahnsteigen. Das Zugangsgebäude liegt auf einer dieser beiden Brücken unter einem Schalendach. Dieser im modernistischen Stil gestaltete Bahnhofspavillon ist architektonisch einzigartig. An seiner Konstruktion war Wacław Zalewski (1917–2016) beteiligt. Der Grundriss ist quadratisch mit einer Seitenlänge von 17,25 Metern. Das 8 cm dicke Schalendach besteht aus Stahlbeton und wird mit mosaikartig anmutenden, in schwarz-weißen Streifen angeordneten Ziegeln bedeckt. Die Form des Daches entspricht einem hyperbolischen Paraboloid. Zwei diagonal angeordnete Ecken wurden abgesenkt, während die anderen beiden auf eine Höhe von gut 8 Metern angehoben wurden. Die beiden abgesenkten und eine der erhöhten Dachenden liegen auf Stützen, die die Konstruktion tragen. Die Struktur erinnert an einen gerade abgestürzten Drachen.